# Atanazy Walenty Miączyński
Atanazy Walenty Miączyński herbu Suchekomnaty (ur. w 1639, zm. w marcu 1723 roku w Zawieprzycach, niedaleko Lublina) – wojewoda wołyński w latach 1713–1723, podskarbi nadworny koronny w latach 1688–1713, krajczy koronny w latach 1687–1688, łowczy koronny w latach 1684–1687, wielkorządca krakowski od 1 lipca 1689 roku do 30 czerwca 1692 roku, starosta krzepicki w latach 1677–1723, starosta łosicki w latach 1681–1723, starosta łucki w latach 1682–1723, pułkownik w 1683 roku, administrator olbory olkuskiej w latach 1692–1695, leśniczy sokólski w latach 1682–1685.
Syn Piotra Miączyńskiego i Reginy Cieklińskiej z Cieklina h. Awdaniec.

## Pochodzenie
Ród Miączyńskich pieczętujący się herbem Suchekomnaty, pochodził z Mazowsza, a ich siedzibą był Miączyn. Jeszcze w XV wieku ród mocno się rozczłonkował, ojciec Piotr przeniósł się na Wołyń, kupił prawdopodobnie majątek Maciejów, w którym przyszedł na świat Atanazy.

## Wychowanie
Nie ma wielu źródeł dotyczących młodości Atanazego Miączyńskiego wiadomo, że swoje wychowanie wraz z braćmi (Stanisławem, Andrzejem) zawdzięczał matce oraz babce Katarzynie Wystemp. Jego ojciec Piotr Miączyński był podczaszym czernihowskim oraz pułkownikiem ordynacji Ostrogskiej, wiadomo również, że był towarzyszem broni Jakuba Sobieskiego, ta znajomość spowodowała, że młody Atanazy spotykał się z przyszłym królem Janem III Sobieskim. Fakt dobrych stosunków z rodziną Sobieskich dodało rangi całemu rodowi Miączyńskich.
Około 1670 roku poślubił Helenę Łuszkowską h. Korczak, pochodzącą z Łuszczowa k. Lublina.

## Kariera wojskowa i polityczna
Brał udział w bitwie pod Chocimiem 11 listopada 1673 na czele nadwornej chorągwi tatarskiej, gdzie został ciężko ranny. Wraz z objęciem tronu przez Jana III Sobieskiego, który przyjaźnił się z Atanazym, zaczęły spływać kolejne zaszczyty. Został pierwszym dworzaninem i łożniczym. W 1675 roku na czele 2500 koni pokonał chana Nuradyna, za co został mianowany (1676) pułkownikiem J.K.Mci. Wiadomo również, że podczas sejmu koronacyjnego 14 lutego 1676 dopuścił do używania herbu Suchekomnaty Grzegorza Bogdańskiego, który odznaczył się w bitwach.
Tego samego roku (1676) otrzymał także chorągiew pancerną, walczył wraz z nią m.in. pod Żurawnem. 20 lutego 1677 roku starostwo krzepickie wraz z hutami żelaza, po Jerzym Prażmowskim (wojewodzie płockim). W 1711 roku odstąpił to starostwo swojemu synowi Piotrowi. 2 kwietnia 1681 roku król przyznał mu starostwo łosickie po zmarłej Emerencynie Pacowej. To starostwo przekazał drugiemu synowi Antoniemu. Jeszcze tego samego roku został mianowany starostą grodowym łuckim.
Poseł sejmiku wołyńskiego na sejm 1681 roku, sejm 1683 roku, sejm 1690 roku, poseł sejmiku czernihowskiego na sejm nadzwyczajny 1693 roku, poseł na sejm zwyczajny 1688 roku.
We wrześniu 1683 roku wziął udział w bitwie pod Wiedniem. Stał na czele pułku, składającego się z trzech chorągwi (w tym dwóch jego braci Andrzeja i Stanisława) oraz oddziału dragonii. Wedle tradycji rodzinnej Miączyńskich to chorągwie Atanazego zdobyły namioty Kara Mustafy. Dowodził pościgiem za cofającymi się wojskami tureckimi spod Wiednia. W październiku brał udział w bitwach pod Parkanami. W pierwszej z nich osłaniał króla przed niebezpieczeństwem. Według legendy rodzinnej za waleczność cesarz Leopold I mianował go hrabią S.I.R. Tytuł ten jednak nie znajduje potwierdzenia w żadnych źródłach.
Rok później 17 czerwca 1684 roku został łowczym wielkim koronnym (po Bogusławie Fredrze, następcom Atanazego był Andrzej Gembicki). Uczestniczył w dwóch wyprawach hetmana Jabłonowskiego na Bukowine (1685, 1691). Brał udział również w dwóch wyprawach mołdawskich z królem (1686, 1691). W 1689 został mianowany przez króla Jana III Sobieskiego podskarbim nadwornym koronnym (po zmarłym Michale Florianie Rzewuskim).
W 1695 roku walczył z Turkami pod Lwowem. Z synem hetmana Jabłonowskiego (ten dysponował ok. 6 tysiącami wojsk przeciwko ok. 60 tys.) – Aleksandrem podczas ataku tureckiego skutecznie się bronił, fakt ten sprawił, iż hetman mógł ruszyć do ataku. Sam Miączyński związał Turków walką w rejonie pomiędzy klasztorem Teatynów a cerkwią ruską Mohiłą, gdzie nieprzyjaciel poniósł duże straty. Atanazy uratował syna hetmana. Cała bitwa zakończyła się wielkim sukcesem Polaków (w bitwie zginęło ok. 12 tysięcy żołnierzy wojsk tureckich, pomimo dziesięciokrotnej przewagi nad siłami polskimi). Nie była to jednak ostatnia bitwa, w której brał udział.
Był przy śmierci króla Jana III Sobieskiego oraz przy elekcji nowego króla. Był elektorem Augusta II Mocnego w 1697 roku z województwa kaliskiego, jako deputat województwa czernihowskiego podpisał jego pacta conventa. Poseł na sejm pacyfikacyjny 1699 roku z województwa wołyńskiego. Poseł na sejm 1701 roku i sejm z limity 1701-1702 roku z województwa wołyńskiego. W styczniu 1702 roku podpisał akt pacyfikacji Wielkiego Księstwa Litewskiego. Poseł na sejm 1703 roku z województwa czernihowskiego. 
Król August II Mocny w dowód zasług obdarzył go dożywotnią pensją w wysokości 6 tys. złotych polskich. Był konsyliarzem województwa bracławskiego w konfederacji sandomierskiej 1704 roku. Jako poseł województwa bracławskiego był uczestnikiem Walnej Rady Warszawskiej 1710 roku. W 1713 roku został mianowany wojewodą wołyńskim, jednocześnie zrzekł się stanowiska podskarbiego na rzecz swojego zięcia Franciszka Ossolińskiego, który później został stronnikiem Stanisława Leszczyńskiego. Był wielokrotnie wybierany przez szlachtę na Sejm m.in. na sejm elekcyjny w 1697. Zarówno Jan III Sobieski jak i jego następca August II darzyli go sympatią.

## Ostatnie lata
Był fundatorem m.in. kościoła w Kijanach, św. Anny w Maciejowie na Wołyniu, oraz darczyńcą innych kościołów m.in. Jasnej Góry.
Zmarł w marcu 1723 roku, pochowany w swoim majątku Maciejowie na Wołyniu. Pozostawił po sobie wielki spadek 426 wiosek oraz 22 miast, dzięki temu majątkowi ród Miączyńskich znalazł się pośród najbardziej znanych rodów I Rzeczypospolitej.

## Ciekawostki
Atanazy Miączyński znajduje się na obrazie „Sobieski pod Wiedniem” ubrany w futrzaną czapkę, obok hetmana Stanisława Jana Jabłonowskiego.
Wracając z wyprawy wiedeńskiej, podczas przeprawy na Dunajcu pod Rudniczną, dwa wozy ze zdobyczami oraz dyplomem od cesarza nadającym tytuł hrabiego, wpadły do rzeki. Zdobyczy nie udało się uratować. Komentując to wydarzenie Szymon Konarski zauważył: „W archiwach wiedeńskich nie zachował się żaden ślad takiego dyplomu, a przecie tych archiwów nie przewożono nigdy przez trudny do przeprawy Dunajec”. Od 1803 roku galicyjscy potomkowie Atanazego uzyskali potwierdzenie tytułu hrabiowskiego Rzeszy, które odwoływało się do rzekomego nadania z 1683 r.. Była to jednak typowa formuła kancelaryjna, pochlebiająca odbiorcom, podobnie, jak w przypadku tytułów Rzeszy dla Lanckorońskich czy Russockich.
Przed wyruszeniem na wyprawę wiedeńską złożył śluby przed cudownym obrazem Matki Boskiej Kijańskiej, że gdy szczęśliwie wróci, wybuduje murowany kościół. Tak też się stało budowa została podjęta w 1683 r., a zakończona tuż po jego śmierci.

## Potomkowie
- Piotr Michał Miączyński (1695–1776) – starosta krzepicki, kasztelan chełmski 1724, wojewoda czernihowski 1737. Żona Antonina Anna Beydo-Rzewuska h. Krzywda
  - Józef Bonawentura Miączyński – rotmistrz husarski, starosta kamienopolski, śmidzyński
    - Ignacy Miączyński (1760–1809) – poseł do Napoleona I, prezes Stanów Galicyjskich

  - Adam Kajetan Miączyński – ostatni pisarz polny koronny, generał major
- Antoni Miączyński (1691–1774) – poseł, wojewoda podlaski – żona ks. Dorota Woroniecka
  - Józef Miączyński (1743–1793) – starosta łosicki, generał wojsk francuskich, wnuk Atanazego
  - Kajetan Adam Miączyński (1751–1801) – generał inspektor, wnuk Atanazego
- Kazimierz Miączyński – pułkownik wojsk litewskich
- Katarzyna Miączyńska (zm. 1729) – mąż Franciszek Maksymilian Ossoliński
  - Józef Kanty Ossoliński (1707–1780) – poseł, wojewoda wołyński, wnuk Atanazego
- Elżbieta Miączyńska (zm. 1737) – mąż Józef Sierakowski
- Józef Miączyński (zm. ok. 1723) – kanonik warszawski

## Znani żyjący potomkowie
- Jan Adam II Liechtenstein – książę Liechtensteinu, głowa państwa,
- Mathilde Marie Cristine d’Udekem d’Acoz – żona następcy tronu Belgii,
- Adam Zamoyski – Prezes Fundacji Książąt Czartoryskich
- Marcin Zamoyski – prezydent Zamościa,
- Stanisław Czartoryski – były ambasador Norwegii,
- Marietta de Pourbaix-Lundin – poseł do Parlamentu Szwedzkiego